# Javier Bonilla
Pour les articles homonymes, voir Bonilla.
Javier Bonilla García, né le 11 novembre 1937, est un économiste et un homme politique mexicain, qui fut Ministre du travail et de la couverture sociale sous le mandat d'Ernesto Zedillo de 1995 à 1998.

## Carrière
Durant sa carrière, Javier Bonilla fut tour à tour sous-directeur technique de la Direction Générale des Statistiques de 1964 à 1972, président de la Commission Nationale du Salaire Minimum de 1973 à 1976 et de 1982 à 1988, président de la Troisième Commission de Participation aux Bénéfices de 1984 à 1985, sous-secrétaire du Programme Éducatif de l'Éducation Publique de 1976 à 1977, sous-directeur général des Services Institutionnels de l'Institut Mexicain de la Sécurité Sociale de 1978 à 1982, sous-secrétaire du Ministère du Travail et de la Couverture Sociale de 1988 à 1995 et directeur général de la CONASUPO (Compagnie Nationale des Subsistances Populaires) de 1991 à 1995.
Après son mandat de ministre, il revint à sa profession initiale, devenant notamment associé du cabinet de conseil Javier Bonilla García et associés.